# Квочкин, Сергей Прокопьевич
Серге́й Проко́пьевич Кво́чкин (6 октября 1938, Усть-Каменогорск — 29 декабря 2007, Алма-Ата) — советский футболист, нападающий футбольного клуба «Кайрат». Мастер спорта (1963).

## Биография

### Ранние годы
Родом из многодетной семьи, где был двенадцатым ребёнком. На заре карьеры играл как летом в футбол, так и зимой в хоккей с мячом за усть-каменогорский «Строитель». Во время прохождения военной службы в Павлодаре был отобран для выступлений за армейскую команду, оттуда получил приглашение в сборную области, с которой выиграл в кубке Республики, забив в финале два гола (3:1). Присутствовавший на матче тренер «Кайрата» Пётр Зенкин пригласил его в свой клуб. Зимой Квочкин играл в хоккей с мячом за СКИФ, но в итоге сосредоточился только на футболе.

### Расцвет карьеры
В 1960 году «Кайрат» дебютировал в классе «А» союзного чемпионата, а Сергей Квочкин забил первый гол команды в этом турнире 9 мая в ворота московского «Локомотива». Сама команда, представлявшая Казахскую ССР в главной лиге страны, балансировала на дне турнирной таблицы, пока не вылетела по итогам сезона 1964 года во вторую группу класса «А», откуда вернулась за один год. В 1969 году Кайрат вновь вылетел из элитной группы, и следующие два сезона Квочкин провоёл в «Востоке» из Усть-Каменогорска, выступавшем во второй группе.
За «Кайрат» Квочкин традиционно выступал под седьмым номером, играя на правом краю нападения. Всего в главной лиге СССР он провёл 232 матча, в которых забил 61 гол. В 1962 году Квочкин в составе сборной клубов СССР, состоявшей главным образом из игроков киевского «Динамо» и созванной для создания на её базе олимпийской, отправился в турне по Латинской Америке, в ходе которого ему удалось забить победный гол олимпийской сборной Бразилии на легендарном стадионе «Маракана». Ещё в составе той команды он побывал в Англии. «Динамо» было заинтересовано в талантливом нападающем «Кайрата», но тот после разговора с отцом предпочёл остаться в Казахстане. Также интерес к Квочкину проявлял московский «Спартак».
7 января 1965 года женился на Храмовой Галине Васильевне. В 1966 году у них родился сын Антон. В 1971 году официально разведён.

### Карьера тренера
После окончания карьеры игрока Квочкин остался в «Востоке» тренером, в 1976—1978 годах стал их главным тренером. Далее возглавлял кокчетавское «Торпедо» и «Экибастузец», в 1984 году вернулся в «Восток», а после 1986 года переключился на детские команды. До своих последних дней Квочкин не прекращал учить футболу детей. 29 декабря 2007 года он отправился на матч своих подопечных, который должен был пройти на стадионе «Спутник». На остановке у него случился сердечный приступ, после чего Квочкин скончался в кардиологическом центре. Похоронен 30 декабря на Центральном кладбище Алма-Аты.

## Достижения

### Командные
Как игрока сборной Павлодарской области:
- Кубок Казахской ССР
  - Победитель: 1959

Как игрока «Кайрата»:
- Вторая группа класса «А»
  - Второе место: 1965 (выход в первую группу)

### Личные
В пресс-релизе от 29 ноября 2003 года Сергей Квочкин был указан в качестве «Золотого игрока» Казахстана в рамках юбилейных наград УЕФА. Однако, на страницах игроков, опубликованных на сайте UEFA.com в 2004 году, вместо него был указан Евгений Яровенко.

## Память
1 июля 2013 года состоялось официальное открытие детской футбольной академии, а 1 июня 2014 года академии было присвоено имя Квочкина.